# Provincia de Oviedo
La provincia de Asturias es una provincia española, que desde 1982 constituye la comunidad autónoma uniprovincial del Principado de Asturias. Entre los años 1833 y 1983 se denominó provincia de Oviedo.

## Historia
Fue creada en noviembre de 1833, con el nombre de su capital, la ciudad de Oviedo, dentro de la división territorial de 1833, que dividió España en provincias. En su constitución comprendía los territorios de la comarca histórica de las Asturias de Oviedo, a la que se añadió el territorio de los actuales concejos de Ribadedeva, Peñamellera Alta y Peñamellera Baja. Estos municipios pertenecían anteriormente a las Asturias de Santillana y, desde 1778, a la provincia de Cantabria.
Su creación supuso el fin de la Junta General del Principado de Asturias como órgano de gobierno de la provincia que quedó en manos de la Diputación Provincial de Oviedo. El 31 de octubre de 1835 se firmaba la última acta de sesiones de las Juntas Generales y Diputaciones del Principado de Asturias para dar paso a la Diputación Provincial.
Con la Ley 1/1983, de 5 de abril, sobre cambio de denominación de la actual provincia de Oviedo por la de provincia de Asturias se cumplió con la disposición transitoria octava del Estatuto de Autonomía de Asturias, cambiándose su nombre por el actual. Las matrículas se mantuvieron con el código O aunque hubo algunos movimientos para modificarlo a AS. 

## Escudo
La provincia de Oviedo ya contaba como escudo de armas con el actual de Asturias, con la cruz de la Victoria, pero con corona de príncipe. Dicho escudo se mantuvo, con pequeñas variaciones, hasta su oficialización en 1984 como escudo de la comunidad autónoma, con corona real al timbre, según la descripción de Jovellanos, por «la propia condición del territorio de Asturias, desde siempre tierra de realengo».